# Slověnice
Slověnice (německy Slowenitz) jsou obec v okrese Benešov ve Středočeském kraji. Leží asi patnáct kilometrů východně od Benešova a zhruba šest kilometrů severně od města Vlašim. Žije zde 49 obyvatel, čímž se řadí mezi obce s nejnižším počtem obyvatel na území České republiky. V údolí, zhruba 500 metrů jižně od obce, se na levém břehu říčky Chotýšanky nachází Slověnský mlýn.

## Historie
První písemná zmínka o obci pochází z roku 1544.

## Obyvatelstvo
| Rok            | 1869 | 1880 | 1890 | 1900 | 1910 | 1921 | 1930 | 1950 | 1961 | 1970 | 1980 | 1991 | 2001 | 2011 | 2021 |
| -------------- | ---- | ---- | ---- | ---- | ---- | ---- | ---- | ---- | ---- | ---- | ---- | ---- | ---- | ---- | ---- |
| Počet obyvatel | 172  | 188  | 174  | 163  | 139  | 152  | 150  | 92   | 98   | 85   | 59   | 41   | 39   | 47   | 30   |
| Počet domů     | 28   | 28   | 28   | 28   | 29   | 26   | 27   | 27   | 27   | 24   | 21   | 18   | 20   | 25   | 19   |

## Obecní správa

### Územněsprávní začlenění
Dějiny územněsprávního začleňování zahrnují období od roku 1850 do současnosti. V chronologickém přehledu je uvedena územně administrativní příslušnost obce v roce, kdy ke změně došlo:
- 1850 země česká, kraj České Budějovice, politický okres Benešov, soudní okres Vlašim, obec Radošovice[6]
- 1855 země česká, kraj Tábor, soudní okres Vlašim, obec Radošovice
- 1868 země česká, politický okres Benešov, soudní okres Vlašim, obec Radošovice
- 1900 země česká, politický okres Benešov, soudní okres Vlašim[7]
- 1937 země česká, politický i soudní okres Vlašim[8]
- 1939 země česká, Oberlandrat Německý Brod, politický i soudní okres Vlašim[9]
- 1942 země česká, Oberlandrat Praha, politický okres Benešov, soudní okres Vlašim[10]
- 1945 země česká, správní i soudní okres Vlašim[11]
- 1949 Pražský kraj, okres Vlašim[12]
- 1960 Středočeský kraj, okres Benešov
- k 1. lednu 1980 Středočeský kraj, okres Benešov, městys Divišov[7]
- k 24. listopadu 1990 Středočeský kraj, okres Benešov[7]
- 2003 Středočeský kraj, okres Benešov, obec s rozšířenou působností Vlašim

## Společnost
V obci Slověnice (152 obyvatel) byly v roce 1932 evidovány tyto živnosti a obchody: cihelna, hostinec, kovář, krejčí, mlýn, 2 obuvníci, švadlena, zednický mistr, trafika, truhlář.

## Doprava
Dopravní síť
- Pozemní komunikace – Obcí vede silnice II/113 Vlašim - Slověnice - Divišov - Ostředek - Chocerady.

- Železnice – Železniční trať ani stanice na území městyse nejsou.

Veřejná doprava 2012
- Autobusová doprava – V obci měly zastávky autobusové linky Vlašim-Divišov-Benešov (v pracovních dny 6 spojů, o víkendu 2 spoje) a Lukavec-Vlašim-Praha (v pracovní dny 1 spoj) (dopravce ČSAD Benešov, a. s.).